# 下城三角

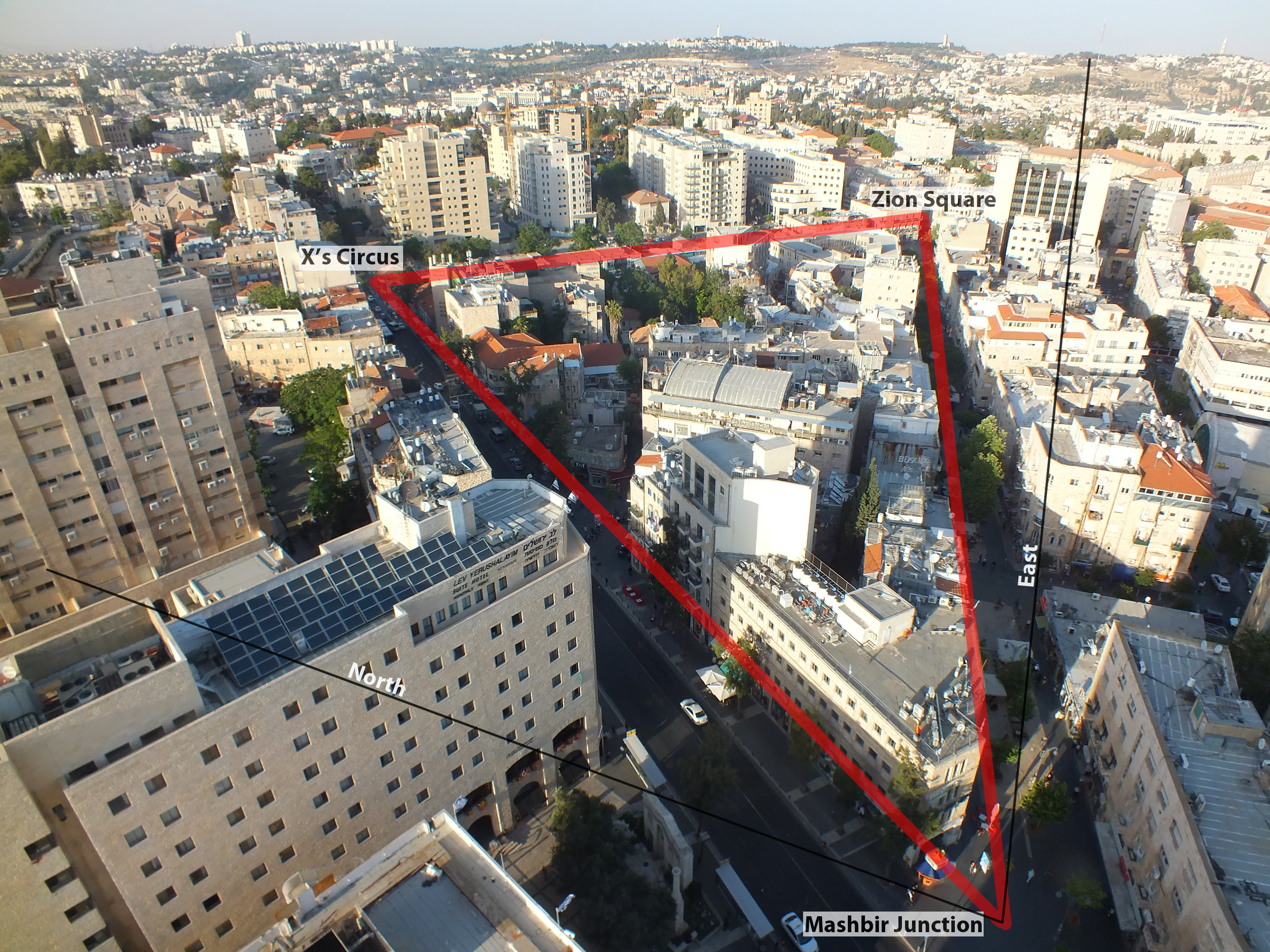
鸟瞰图

下城三角（Downtown Triangle，希伯來語：‎，Hameshulash）是以色列耶路撒冷的中央商业和娱乐区。面积29,000平方米，北到雅法路，西到乔治王街，东南以本耶胡达街为界。三个顶点中，本耶胡达街和雅法路的交点称为锡安广场。
从1940年代中期到1960年代，下城三角是耶路撒冷的商业和文化心脏，有许多德国犹太商人移民经营的高档商店和餐馆。1967年耶路撒冷统一后，城市扩展到远离市中心的地方，下城三角趋于衰落。1982年，本耶胡达街改为步行街。在接下来的二十年里，露天咖啡馆和纪念品商店搬进来，下城三角重新成为受游客和年轻人欢迎的著名的购物和娱乐场所。

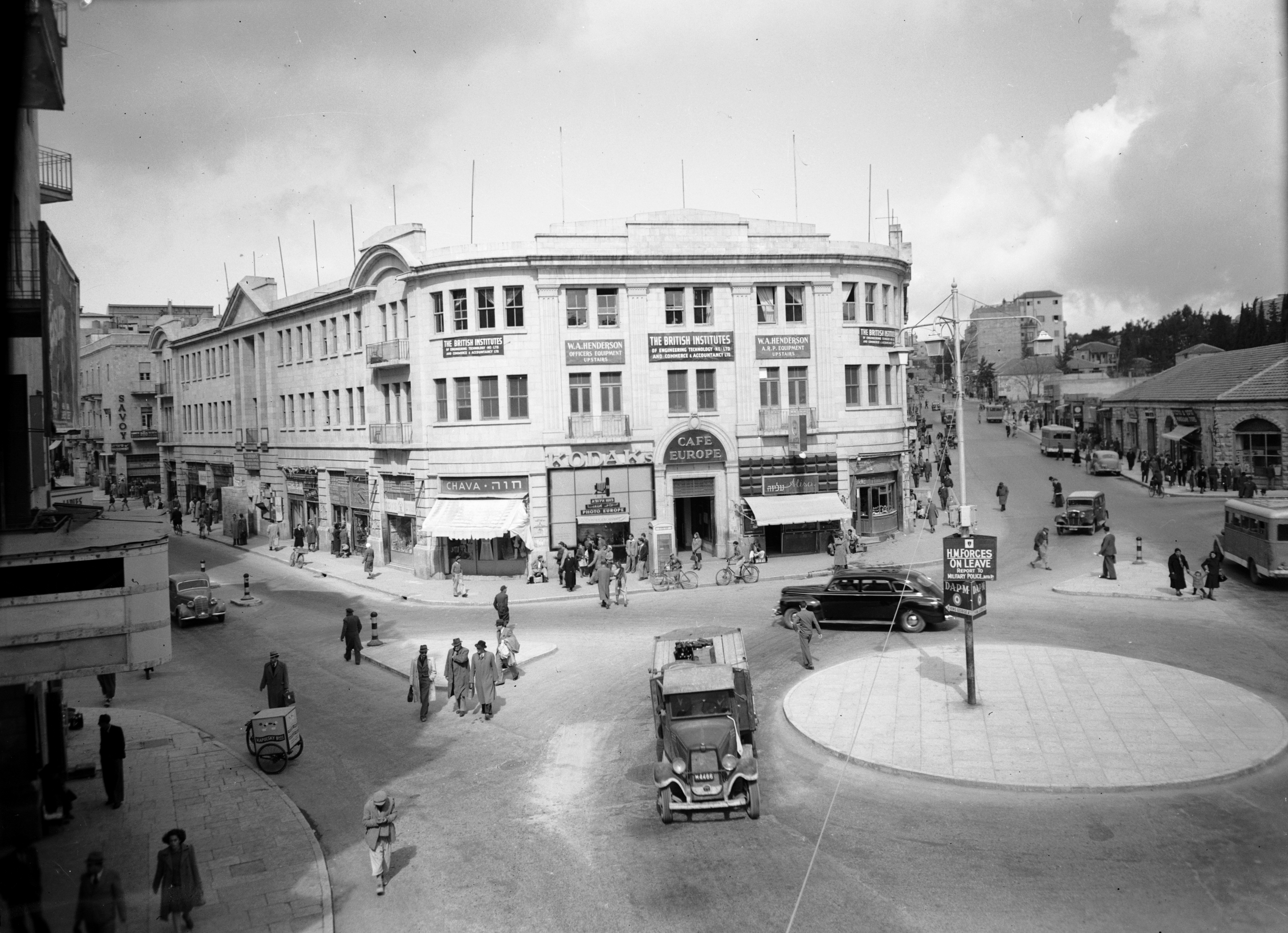
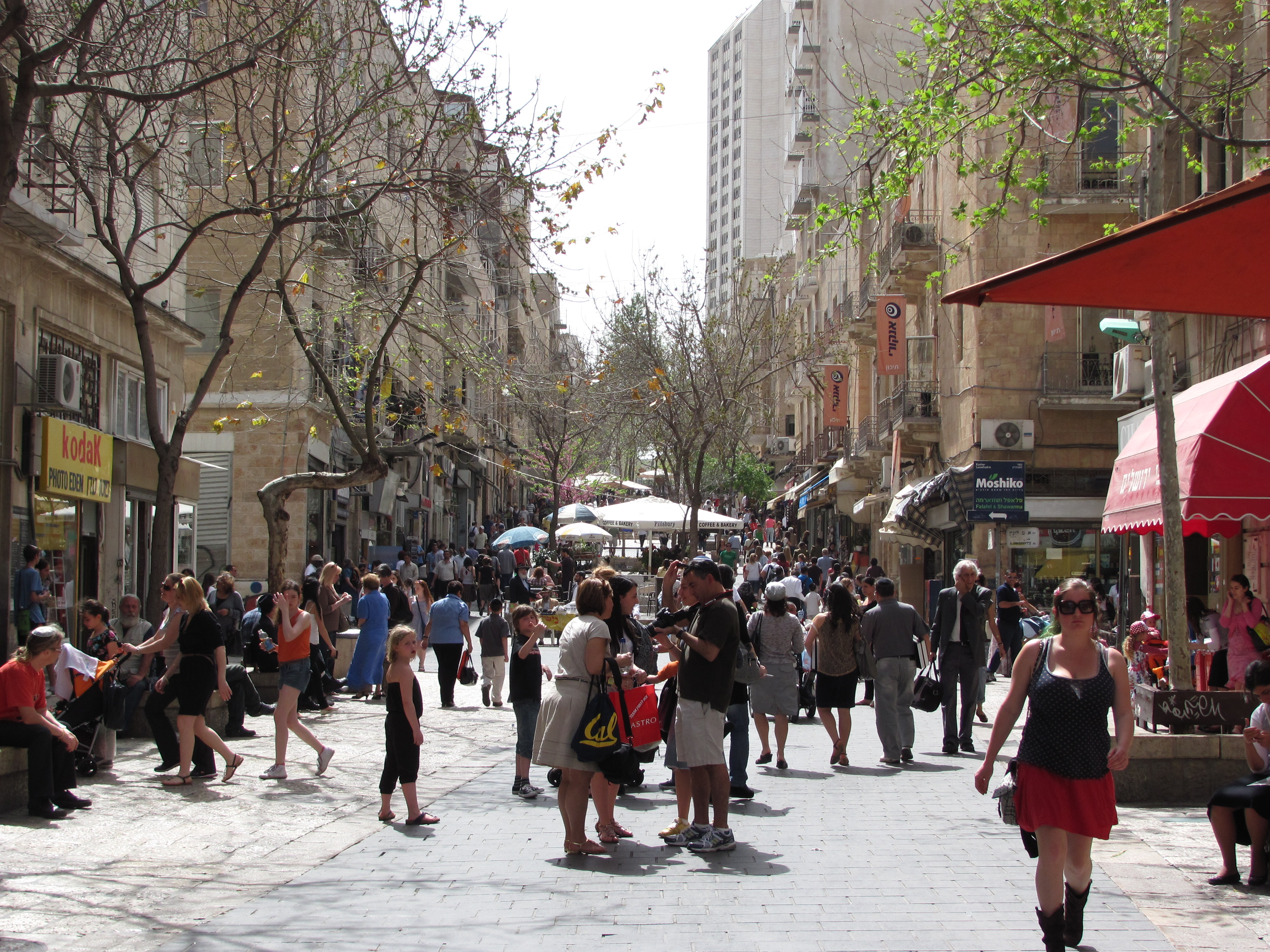
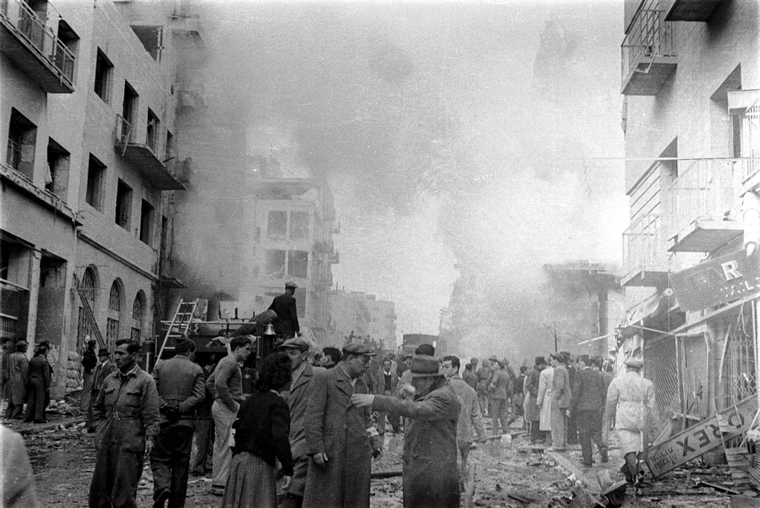
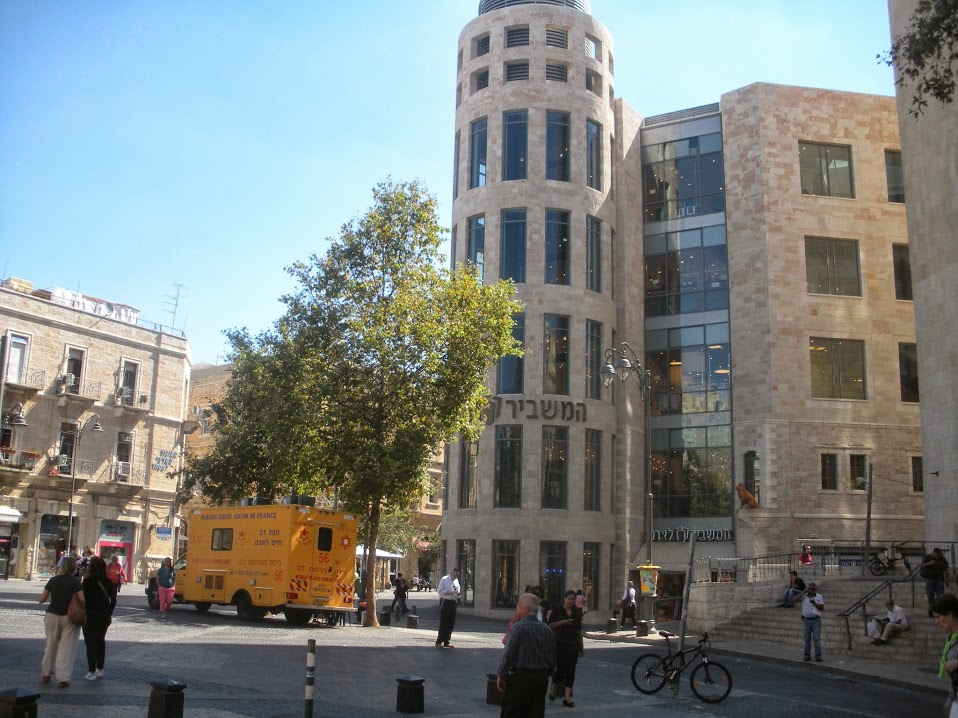
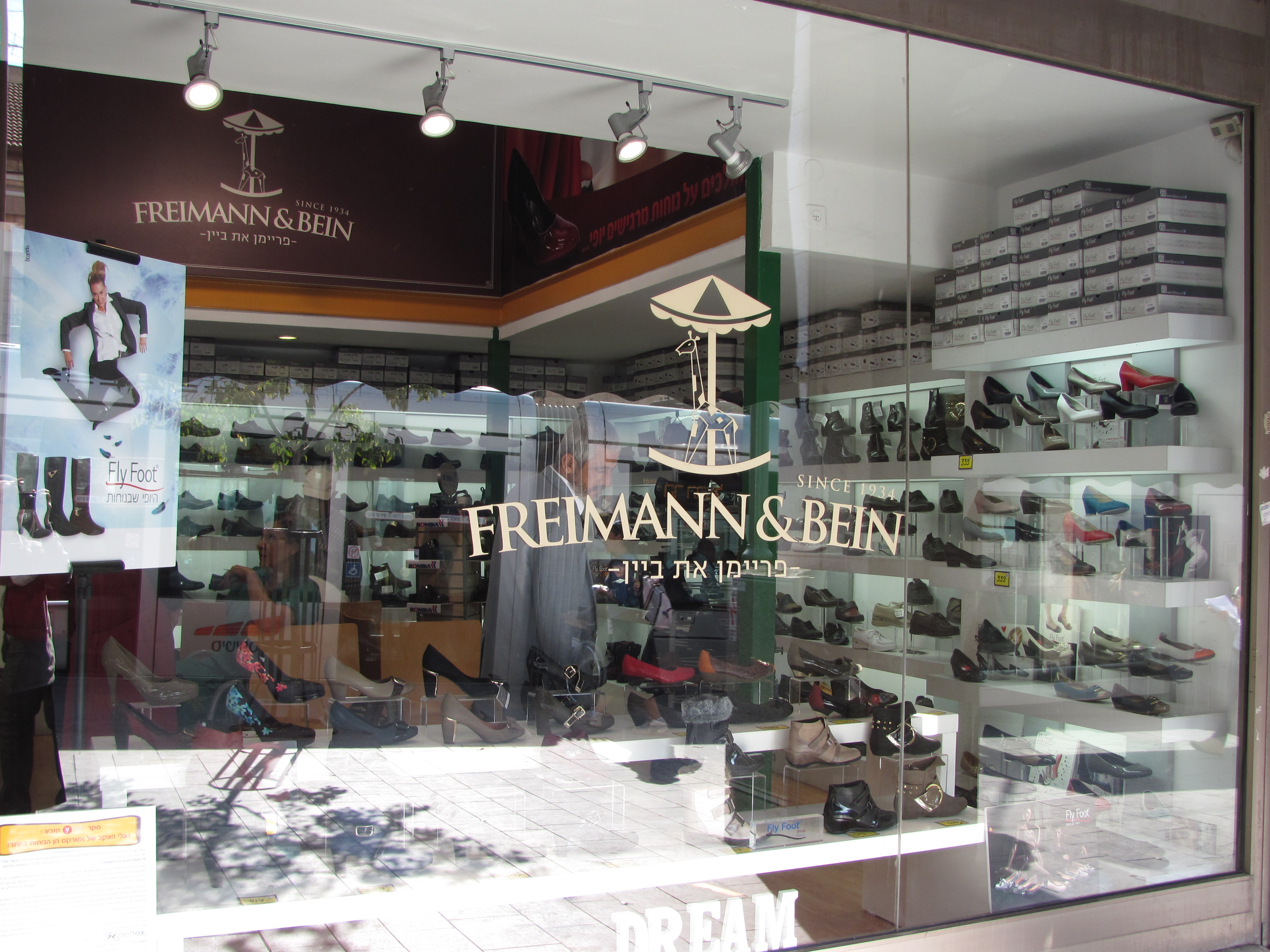